# Theatre Moderne
Il Theatre Moderne è stato un teatro da music hall a Kristiania, in Norvegia. Fu fondato da Benno Singer nel 1914 e chiuso nel 1925. Il palco si trovava a Tivolihaven. Tra gli attori c'erano August Schønemann, che ha avuto la sua svolta in questo teatro, e Signe Heide Steen.